# Sneaker Pimps
Sneaker Pimps – brytyjski zespół muzyczny założony w Reading w 1995 roku. Wraz z Massive Attack, Portishead, Morcheeba i Trickym zaliczani są do najważniejszych twórców gatunku trip hop.
Sneaker Pimps powstali już po sukcesie Massive Attack i Portishead, i nigdy nie uniknęli porównań do swoich poprzedników.
Zadebiutowali w 1996 roku płytą Becoming X z Kelli Dayton w roli wokalistki. Single „6 Underground” i „Spin Spin Sugar” znalazły się na wysokich pozycjach notowań Billboardu. Dopiero przed rozpoczęciem trasy koncertowej Becoming X Joe Wilson i David Westlake, udzielający się na tej płycie, dołączyli na stałe do zespołu. Wcześniej w oficjalny skład zespołu wchodzili tylko Liam Howe, Chris Corner i Kelli Dayton.
W 1998, przed przystąpieniem do nagrywania Splinter Kelli Dayton opuściła zespół, a rolę wokalisty przejął Chris Corner. Zespół motywował to posunięcie m.in. „namnożeniem” się w owym czasie triphopowych zespołów z wokalistkami na czele oraz tym, że teksty pisane przez Chrisa stały się bardziej autobiograficzne.
Płyty Splinter i Bloodsport nie były już tak wielkimi sukcesami komercyjnymi, ale krytycy przyjęli je lepiej niż debiut. Głównie ze względu na śpiew Cornera i jego bardziej osobiste niż na pierwszym albumie teksty.
Niewątpliwym sukcesem Sneaker Pimps był udział w trasie promującej trzecią płytę Placebo – Black Market Music, dzięki czemu 9 kwietnia 2001 zdarzyło się im zagrać koncert w Polsce, w warszawskiej „Stodole”. Grupa zremiksowała także jedną z piosenek Placebo – „Every You Every Me”.
W 2003 roku Sneaker Pimps podjęli się pracy nad czwartym studyjnym albumem o roboczej nazwie SP4, który jednak nigdy nie ujrzał światła dziennego z powodu braku akceptacji wytwórni. Poza oficjalnym obiegiem znanych jest z niego kilka piosenek, część utworów znalazła się na płytach IAMX.
10 września 2021 ukazał się album Squaring the Circle z gościnnym udziałem (jako featured artist) Simonne Jones.

## Line of Flight
We wczesnych latach 90, Liam Howe i Chris Corner działali pod nazwą F.R.I.S.K. Założyli wtedy również „przedsiębiorstwo produkcyjne” pod nazwą Line of Flight. Po nagraniu debiutanckiego albumu grupy Sneaker Pimps, do Line of Flight zaliczali się także Joe Wilson i David Westlake. Na wszystkich albumach grupy Sneaker Pimps jako producent muzyczny wymieniany jest właśnie m.in. Line of Flight. Line of Flight zajmowało się również remiksowaniem innych artystów. Przed przystąpieniem do nagrywania albumu Splinter studio Line of Flight zostało przeniesione z North East do Londynu.

## Dyskografia
- Becoming X (1996)
- Becoming Remixed (1998)
- Splinter (1999)
- Bloodsport (2002)
- Squaring the Circle (2021)

## Wideografia
- The Videos (2001, DVD)[7]
zawiera teledyski: Tesko Suicide, Six Underground, Spin Spin Sugar, Post Modern Sleaze i Low Five

## Skład zespołu
2021:
- Chris Corner – wokal główny i wspierający, gitary, syntezatory modularne, fortepian (treated piano), autor tekstów i muzyki
- Liam Howe – wokal wspierający, syntezatory analogowe, fortepian, Vocoder, okaryna, autor tekstów i muzyki
- współpracownicy:

- Ian Pickering – współautor tekstów

Wcześniej:
- Kelli Dayton – śpiew (do 1998)
- Joe Wilson – gitara basowa
- David Westlake – perkusja